# L'Île-Saint-Denis

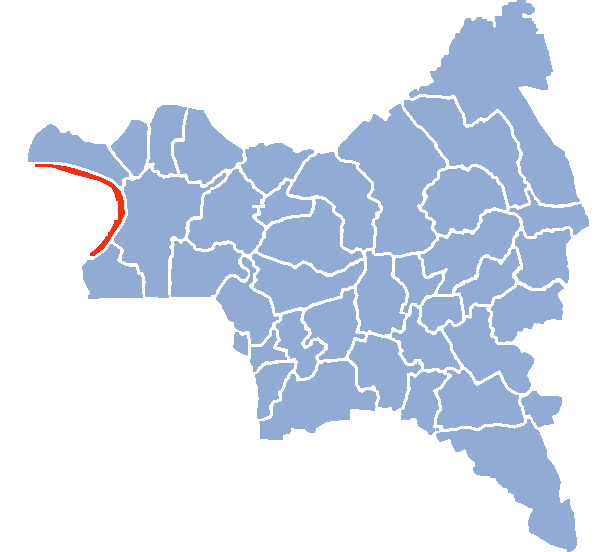
Situació de L'Île-Saint-Denis a l'Illa de França

L'Île-Saint-Denis és un municipi francès, situat al departament de Sena Saint-Denis i a la regió d'Illa de França.
Forma part del cantó de Saint-Ouen i del districte de Saint-Denis. I des del 2016, de la divisió Plaine Commune de la Metròpoli del Gran París.
Tot el municipi està dins de l'illa fluvial del mateix nom situada al Sena.